# Tapinoma vexatum
Tapinoma vexatum é uma espécie de formiga do gênero Tapinoma.